# 真壁長幹
真壁 長幹（まかべ ながもと）は、平安時代末期から鎌倉時代初期にかけての武将・御家人。真壁氏の祖。

## 生涯
多気直幹の四男として誕生。
承安2年（1172年）、常陸国真壁郡真壁荘を領して真壁城を築き、真壁を姓とした。長幹は周辺の領主との争いに対処するため、真壁荘を当時、勢いがあった平家に寄進した。また、源頼朝の挙兵後も多くの常陸平氏と同じように様子見の態度を示していた。このため、真壁荘は平家没官領を経て北半分は鹿島神宮に寄進され、本所を鹿島神宮、領家を源頼朝（鎌倉幕府）とする関東御領となり、長幹は御家人として地頭の地位には任じられたものの、頼朝の配下である三善康清が預所に任じられたことで、その支配は大きく制約を受けることになった。また、南半分は常陸国の国衙領とされて真壁氏が地頭を務めている。文治5年（1189年）、奥州合戦に参加し、建久元年（1190年）の頼朝の上洛に供奉した。